# Adenomera hylaedactyla
Adenomera hylaedactyla é uma espécie de anfíbio da família Leptodactylidae. Pode ser encontrada na Bolívia, Brasil, Peru, Equador, Colômbia, Venezuela, Guiana, Suriname, Guiana Francesa e Trinidad e Tobago.